# Cicurina texana
Espèce
Synonymes
- Chorizomma texana Gertsch, 1935

Cicurina texana est une espèce d'araignées aranéomorphes de la famille des Cicurinidae.

## Distribution
Cette espèce est endémique du Texas aux États-Unis,. Elle se rencontre dans le comté de Llano.

## Description
Le mâle holotype mesure 2,20 mm.

## Systématique et taxinomie
Cette espèce a été décrite sous le protonyme Chorizomma texana par Gertsch en 1935. Elle est placée dans le genre Cicurina par Chamberlin et Ivie en 1940.

## Étymologie
Son nom d'espèce lui a été donné en référence au lieu de sa découverte, le Texas.

## Publication originale
- Gertsch, 1935 : « Spiders from the southwestern United States. » American Museum novitates, no 792, p. 1-31 (texte original).